# Milton Frome
Milton Frome, conosciuto anche come Milt Frome (Filadelfia, 24 febbraio 1909 – Woodland Hills, 21 marzo 1989), è stato un attore statunitense.

## Filmografia

### Cinema
- Daredevil O'Dare, regia di Ralph Staub (1934)
- The Choke's on You, regia di Lloyd French (1936)
- Ride 'em, Cowgirl, regia di Samuel Diege (1939)
- In corsa contro il tempo (Dick Tracy's G-Men), regia di John English, William Witney (1939)
- Calling All Marines, regia di John H. Auer (1939)
- Servizio della morte (Smashing the Money Ring), regia di Terry O. Morse (1939)
- Mr. Universe, regia di Joseph Lerner (1951)
- Atomicofollia (The Atomic Kid), regia di Leslie H. Martinson (1954)
- Eravamo sette fratelli (The Seven Little Foys), regia di Melville Shavelson (1955)
- Il nipote picchiatello (You're Never Too Young), regia di Norman Taurog (1955)
- Le tre notti di Eva (The Birds and the Bees), regia di Norman Taurog (1956)
- L'uomo che sapeva troppo (The Man Who Knew Too Much), regia di Alfred Hitchcock (1956)
- Mezzogiorno di... fifa (Pardners), regia di Norman Taurog (1956)
- Gangster cerca moglie (The Girl Can't Help It), regia di Frank Tashlin (1956)
- Il pollo pubblico n. 1 (Public Pigeon No. One), regia di Norman Z. McLeod (1957)
- Fermata per dodici ore (The Wayward Bus), regia di Victor Vicas (1957)
- Il delinquente delicato (The Delicate Delinquent), regia di Don McGuire (1957)
- L'uomo solitario (The Lonely Man), regia di Henry Levin (1957)
- Vietato rubare le stelle (The Fuzzy Pink Nightgown), regia di Norman Taurog (1957)
- Scorciatoia per l'inferno (Short Cut to Hell), regia di James Cagney (1957)
- Accidenti che schianto (Hear Me Good), regia di Don McGuire (1957)
- Quiz Whizz, regia di Jules White (1958)
- L'idolo della canzone (Sing Boy Sing), regia di Henry Ephron (1958)
- I giovani leoni (The Young Lions), regia di Edward Dmytryk (1958)
- Pies and Guys, regia di Jules White (1958)
- Dai Johnny dai! (Go, Johnny, Go!), regia di Paul Landres (1959)
- Un marziano sulla Terra (Visit to a Small Planet), regia di Norman Taurog (1960)
- Non mangiate le margherite (Please Don't Eat the Daisies), regia di Charles Walters (1960)
- Il Cenerentolo (Cinderfella), regia di Frank Tashlin (1960)
- The Police Dog Story, regia di Edward L. Cahn (1961)
- Tutti pazzi in coperta (All Hands on Deck), regia di Norman Taurog (1961)
- Il mattatore di Hollywood (The Errand Boy), regia di Jerry Lewis (1961)
- Sherlocko investigatore sciocco (It's Only Money), regia di Frank Tashlin (1962)
- Ciao ciao Birdie (Bye Bye Birdie), regia di George Sidney (1963)
- Le folli notti del dottor Jerryll (The Nutty Professor), regia di Jerry Lewis (1963)
- Le astuzie della vedova (A Ticklish Affair), regia di George Sidney (1963)
- Dove vai sono guai (Who's Minding the Store?), regia di Frank Tashlin (1963)
- La signora e i suoi mariti (What a Way to Go!), regia di J. Lee Thompson (1964)
- Vorrei non essere ricca! (I'd Rather Be Rich), regia di Jack Smight (1964)
- Pazzi, pupe e pillole (The Disorderly Orderly), regia di Frank Tashlin (1964)
- A braccia aperte (John Goldfarb, Please Come Home!), regia di J. Lee Thompson (1965)
- Pazzo per le donne (Girl Happy), regia di Boris Sagal (1965)
- Un leone nel mio letto (Fluffy), regia di Earl Bellamy (1965)
- I 7 magnifici Jerry (The Family Jewels), regia di Jerry Lewis (1965)
- Dr. Goldfoot e il nostro agente 00¼ (Dr. Goldfoot and the Bikini Machine), regia di Norman Taurog (1965)
- Batman, regia di Leslie H. Martinson (1966)
- Stazione luna (Way... Way Out), regia di Gordon Douglas (1966)
- La ragazza yè yè (The Swinger), regia di George Sidney (1966)
- Enter Laughing, regia di Carl Reiner (1967)
- Il massacro del giorno di San Valentino (The St. Valentine's Day Massacre), regia di Roger Corman (1967)
- La tigre in corpo (Chubasco), regia di Allan H. Miner (1967)
- With Six You Get Eggroll, regia di Howard Morris (1968)
- Scusi, dov'è il fronte? (Which Way to the Front?), regia di Jerry Lewis (1970)
- L'uomo più forte del mondo (The Strongest Man in the World), regia di Vincent McEveety (1975)
- Stop a Greenwich Village (Next Stop, Greenwich Village), regia di Paul Mazursky (1976)
- Uno strano campione di football (Gus), regia di Vincent McEveety (1976)
- Quello strano cane... di papà (The Shaggy D.A.), regia di Robert Stevenson (1976)
- Al di là della ragione (Beyond Reason), regia di Telly Savalas (1977)

### Televisione
- The Chevrolet Tele-Theatre – serie TV, un episodio (1950)
- Musical Comedy Time – serie TV, un episodio (1950)
- The Colgate Comedy Hour – serie TV, 2 episodi (1951-1952)
- Martin Kane, Private Eye – serie TV, 2 episodi (1951)
- Four Star Revue – serie TV, un episodio (1951)
- The Buick Circus Hour – serie TV, un episodio (1952)
- Texaco Star Theater – serie TV, 5 episodi (1953-1956)
- Lucy ed io (I Love Lucy) – serie TV, un episodio (1954)
- The Whistler – serie TV, episodio 1x20 (1955)
- Meet Mr. McNutley – serie TV, un episodio (1955)
- The Pepsi-Cola Playhouse – serie TV, un episodio (1955)
- Adventures of Superman – serie TV, 3 episodi (1956-1957)
- The Bob Hope Show – serie TV, 2 episodi (1956-1969)
- Lassie – serie TV, un episodio (1956)
- Four Star Playhouse – serie TV, un episodio (1956)
- Cavalcade of America – serie TV, un episodio (1956)
- The Gray Ghost – serie TV, episodio 1x16 (1957)
- Panico (Panic!) – serie TV, episodio 1x02 (1957)
- L'uomo ombra (The Thin Man) – serie TV, episodi 1x32-2x31 (1958-1959)
- Bat Masterson – serie TV, 2 episodi (1958-1960)
- Make Room for Daddy – serie TV, 3 episodi (1958-1963)
- Tombstone Territory – serie TV, un episodio (1958)
- Jane Wyman Presents The Fireside Theatre – serie TV, un episodio (1958)
- 26 Men – serie TV, episodi 1x31-1x32 (1958)
- How to Marry a Millionaire – serie TV, un episodio (1958)
- Tales of the Texas Rangers – serie TV, un episodio (1958)
- Tales of Wells Fargo – serie TV, un episodio (1958)
- Playhouse 90 – serie TV, un episodio (1958)
- The Texan – serie TV, episodio 1x14 (1958)
- The Many Loves of Dobie Gillis – serie TV, 4 episodi (1959-1961)
- The Lawless Years – serie TV, 4 episodi (1959-1961)
- Carovane verso il west (Wagon Train) – serie TV, 2 episodi (1959-1963)
- Behind Closed Doors – serie TV, un episodio (1959)
- Il tenente Ballinger (M Squad) – serie TV, un episodio (1959)
- The Gale Storm Show: Oh! Susanna – serie TV, un episodio (1959)
- General Electric Theater – serie TV, episodio 8x11 (1959)
- Not for Hire – serie TV, episodio 1x08 (1959)
- The Red Skelton Show – serie TV, 4 episodi (1960-1964)
- Ai confini della realtà (The Twilight Zone) – serie TV, un episodio (1960)
- Mr. Lucky – serie TV, episodio 1x12 (1960)
- Bronco – serie TV, un episodio (1960)
- Overland Trail – serie TV, un episodio (1960)
- Bourbon Street Beat – serie TV, un episodio (1960)
- Avventure lungo il fiume (Riverboat) – serie TV, un episodio (1960)
- Bachelor Father – serie TV, 2 episodi (1960)
- Pete and Gladys – serie TV, episodio 1x11 (1960)
- La valle dell'oro (Klondike) – serie TV, episodio 1x11 (1960)
- Hennesey – serie TV, 3 episodi (1961-1962)
- Guestward Ho! – serie TV, un episodio (1961)
- Gunslinger – serie TV, episodio 1x08 (1961)
- Hot Off the Wire – serie TV, un episodio (1961)
- Gli uomini della prateria (Rawhide) – serie TV, un episodio (1962)
- Mister Ed, il mulo parlante (Mister Ed) – serie TV, un episodio (1962)
- Indirizzo permanente (77 Sunset Strip) – serie TV, episodio 4x21 (1962)
- Hawaiian Eye – serie TV, episodio 3x29 (1962)
- Alcoa Premiere – serie TV, un episodio (1962)
- The Joey Bishop Show – serie TV, 3 episodi (1963-1964)
- Dakota (The Dakotas) – serie TV, episodio 1x07 (1963)
- L'impareggiabile Glynis (Glynis) – serie TV, episodio 1x09 (1963)
- The Beverly Hillbillies – serie TV, 8 episodi (1964-1967)
- Il mio amico marziano (My Favorite Martian) – serie TV, un episodio (1964)
- Il dottor Kildare (Dr. Kildare) – serie TV, un episodio (1964)
- The Dick Van Dyke Show – serie TV, 2 episodi (1965-1966)
- Who Has Seen the Wind? – film TV (1965)
- The Jack Benny Program – serie TV, un episodio (1965)
- La famiglia Addams (The Addams Family) – serie TV, un episodio (1965)
- The Donna Reed Show – serie TV, un episodio (1965)
- The Patty Duke Show – serie TV, un episodio (1965)
- Petticoat Junction – serie TV, 2 episodi (1965)
- The Andy Griffith Show – serie TV, un episodio (1965)
- Lucy Show (The Lucy Show) – serie TV, un episodio (1965)
- Gomer Pyle: USMC – serie TV, 2 episodi (1966-1967)
- Mamma a quattro ruote (My Mother the Car) – serie TV, un episodio (1966)
- Amore in soffitta (Love on a Rooftop) – serie TV, un episodio (1966)
- Batman – serie TV, un episodio (1966)
- I Monkees (The Monkees) – serie TV, 2 episodi (1967-1968)
- Vita da strega (Bewitched) – serie TV, un episodio (1967)
- La grande vallata (The Big Valley) – serie TV, un episodio (1969)
- The Movie Murderer – film TV (1970)
- Ironside – serie TV, un episodio (1970)
- Love, American Style – serie TV, 2 episodi (1971-1973)
- The Carol Burnett Show – serie TV, un episodio (1971)
- Due onesti fuorilegge (Alias Smith and Jones) – serie TV, un episodio (1971)
- Arnie – serie TV, un episodio (1971)
- Adam-12 – serie TV, 3 episodi (1972-1975)
- Evil Roy Slade – film TV (1972)
- Colombo (Columbo) – serie TV, un episodio (1972)
- Here's Lucy – serie TV, un episodio (1972)
- Temperatures Rising – serie TV, un episodio (1972)
- A Touch of Grace – serie TV, un episodio (1973)
- Squadra emergenza (Emergency!) – serie TV, 3 episodi (1974-1976)
- Cannon – serie TV, un episodio (1974)
- Le strade di San Francisco (The Streets of San Francisco) – serie TV, un episodio (1975)
- Kung Fu – serie TV, un episodio (1975)
- Sulle strade della California (Police Story) – serie TV, un episodio (1975)
- The Whiz Kid and the Carnival Caper – film TV (1976)
- Disneyland – serie TV, 2 episodi (1976)
- Sanford and Son – serie TV, 2 episodi (1976)
- Chico (Chico and the Man) – serie TV, un episodio (1977)
- Captains Courageous – film TV (1977)
- Trapper John (Trapper John, M.D.) – serie TV, un episodio (1982)